# Факторы инициации трансляции
Фа́кторы инициа́ции (от англ. initiation factors) — белки, которые обеспечивают инициацию трансляции — синтеза полипептидной цепи. Факторы инициации трансляции присоединяются к малой субъединице рибосомы. У бактерий эти белки обозначаются IF, у эукариот — eIF.
Большинство бактерий (в том числе и E. coli) имеет всего три фактора инициации — IF1, IF2 и IF3, эукариотический инициационный комплекс состоит из более чем 25 отдельных полипептидов.